# The Seeding
The Seeding ist ein Horror-Thriller von Barnaby Clay. Die Premiere des Films mit Scott Haze und Kate Lyn Sheil in den Hauptrollen erfolgte im Juni 2023 beim Tribeca Film Festival. Im Januar 2024 kam der Film in die US-Kinos und wurde als Video-on-Demand veröffentlicht.

## Handlung
Nachdem sich ein Wanderer in der Wüste verirrt hat, wird er ungewollt in den Kampf mit einer Gruppe von wilden Kindern hineingezogen. Er ist hierher nach Utah gekommen, um eine Sonnenfinsternis zu fotografieren und trägt nur einen leichten Rucksack und eine Kamera bei sich. Eine warme Jacke hat er nicht mitgebracht. 
In einer regnerischen Nacht flüchtet sich der Mann auf der Suche nach Schutz mithilfe einer Strickleiter in einen Krater. Als die Strickleiter weggenommen wird, ist der Mann dort gefangen. Ein Junge taucht gemeinsam mit einigen älteren Jugendlichen am Kraterrand auf. Sie verspotten den Mann und wollen Spiele mit ihm spielen, die er nicht gewinnen kann. Gelegentlich lassen sie ein paar Lebensmitteln zu ihm nach unten hinab.
Doch der Mann ist dort unten nicht allein. Im Krater lebt eine Frau namens Alina und nimmt ihn in ihrem kleinen Holzhaus auf. Sie versorgt ihn mit Essen, warmer Kleidung und einer bequemen Couch zum Schlafen. Sie ist ein wenig amüsiert darüber, dass er so viel Energie darauf verwendet, von hier zu fliehen. Sie selbst wurde hier unten geboren, berichtet sie ihm, und erzählt von ihrer Mutter.

## Produktion

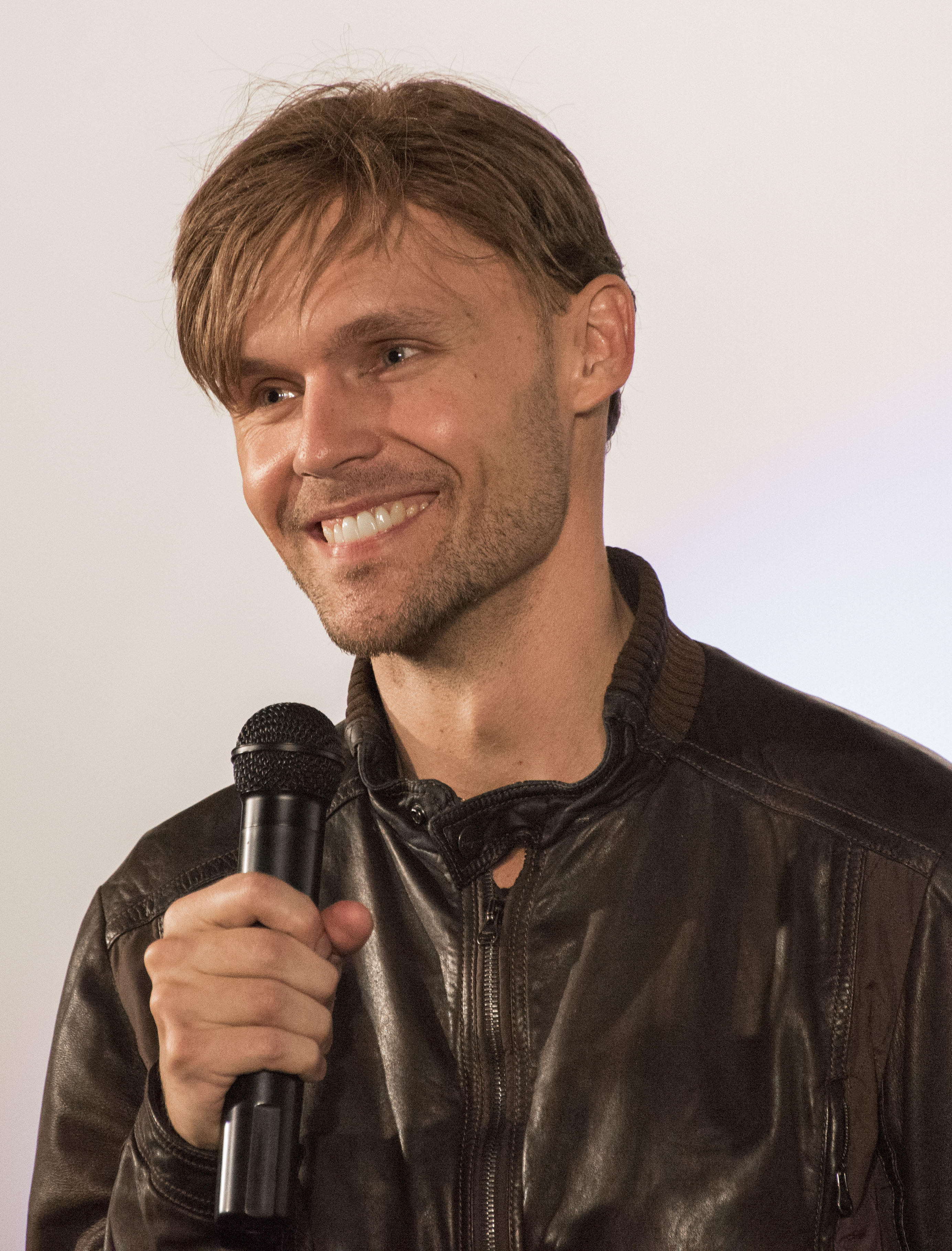
Scott Haze spielt den Wanderer, der sich verirrt

Bei The Seeding handelt es sich um das Regiedebüt von Barnaby Clay.
Scott Haze spielt den Wanderer, der sich in der Wüste Utahs verirrt. Kate Lyn Sheil ist in der Rolle der im Krater lebenden Alina zu sehen, die ihn bei sich aufnimmt.
Die Filmmusik komponierte Tristan Bechet. Das Soundtrack-Album mit insgesamt 17 Musikstücken wurde von Milan Records zum US-Kinostart als Download veröffentlicht.
Die Premiere von The Seeding erfolgte am 11. Juni 2023 beim Tribeca Film Festival. Im Juli 2023 wurde er beim Bucheon International Fantastic Film Festival im internationalen Wettbewerb gezeigt und Ende August 2023 beim FrightFest. Im Oktober 2023 wurde der Film beim Sitges Film Festival vorgestellt. Am 26. Januar 2024 kam der Film in ausgewählte US-Kinos und wurde als Video-on-demand veröffentlicht.

## Rezeption

### Kritiken
Die Kritiken fielen gemischt aus.

### Auszeichnungen
Bucheon International Fantastic Film Festival 2023
- Nominierung im Internationalen Wettbewerb[8]

Sitges Film Festival 2023
- Auszeichnung als Beste Schauspielerin (Kate Lyn Sheil)[13]